# Křehkost
Křehkost je materiálová vlastnost, které souvisí s deformační reakcí na zatížení. Křehký materiál se při deformování a nárazech lehce poruší. Jejím opakem resp. protikladem je houževnatost.
Materiál je křehký, pokud se při vystavení namáhání poruší bez významné plastické deformace. Křehké materiály absorbují poměrně málo energie před porušením. To platí i pro materiály s vysokou pevností. Porušení je často doprovázeno praskavým zvukem. Křehké materiály zahrnují většinu keramiky a skel (které se nedeformují plasticky) a některé polymery, jako je PMMA a polystyren. Mnoho druhů ocelí se chová křehce při nízkých teplotách, v závislosti na jejich složení a zpracování.
V materiálovém inženýrství se tento pojem obecně používá pro materiály, které se porušují tak, že před selháním dojde k malé nebo žádné plastické deformaci. Křehké porušení lze poznat tak, že zlomené části do sebe perfektně zapadají, protože nedošlo k žádné plastické deformaci.
Když materiál dosáhne své meze pevnosti, obvykle má možnost deformace nebo porušení. Mez pevnosti přirozeně tvárného kovu může být zvětšena tím, že je oddálena plastická deformace (např. zmenšení velikosti zrna, vytvrzování srážením, vytvrzování atd.). Pokud je však toto dovedeno do extrému, dojde pravděpodobně ke křehkému lomu bez předchozí plastické deformace. Zlepšování houževnatosti materiálu proto musí být děláno s rozvahou.